# Квятковський Вінкент
Вінкент Квятковський — український музикант та композитор , у 1860-их дириґент оркестри дворянського театру на Волині; автор музики до п'єс «Маруся», «Бувальщина» та інших творів, що були в репертуарі тодішнього українського галицького театру.
3 березня 1864 року у Львові відбулося відкриття товариства «Руська Бесіда» виставою «Маруся» (за Григорієм Квіткою-Основ'яненком) у переробці С. Ґолембіовського, музика В. Квятковського. Диригував О. Бачинський, у ролі Марусі — Т. Бачинська.